# Sepiatoning

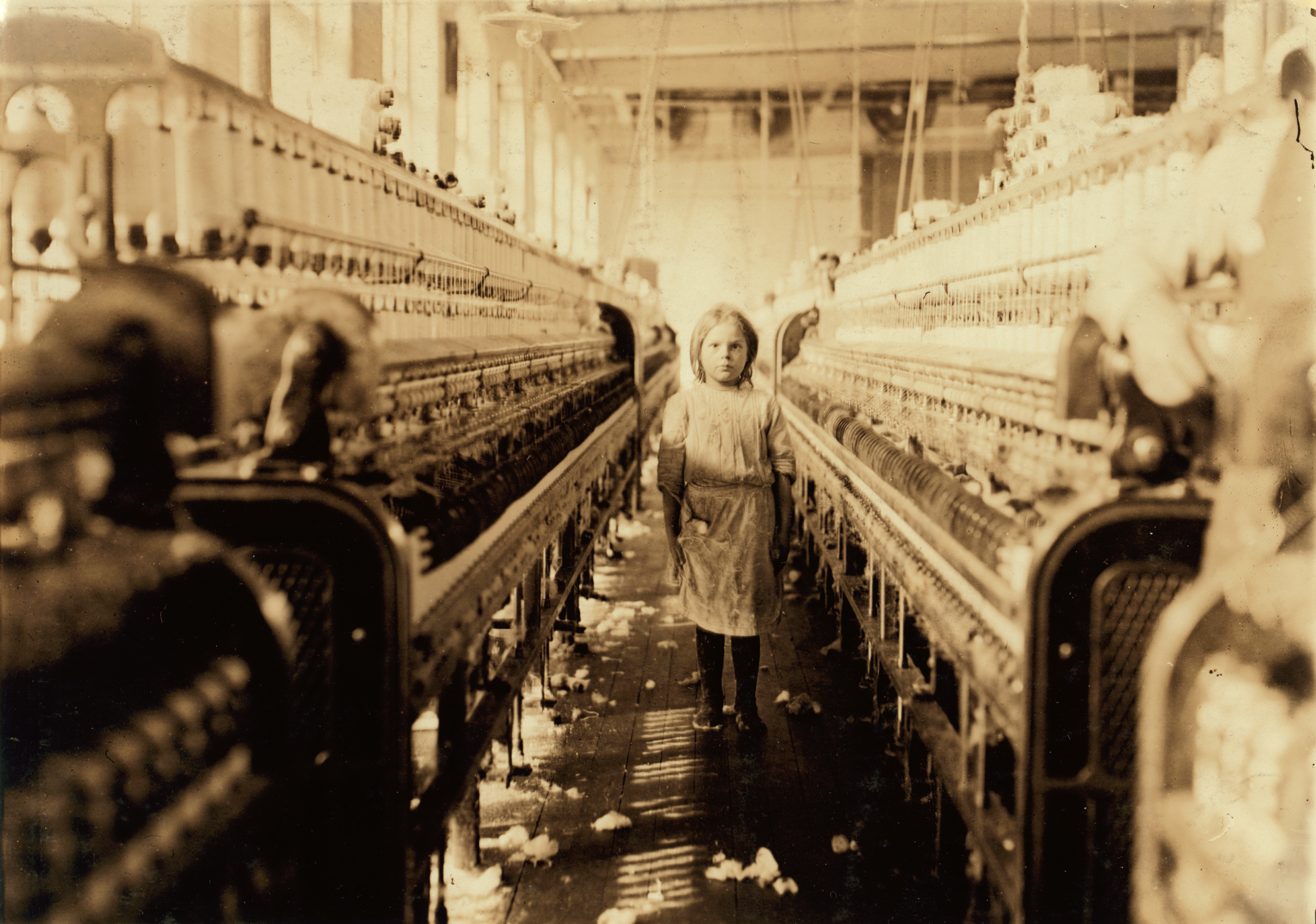
Sepiatonad bild av en barnarbetare. Foto: Lewis Hine, 1909.

Sepiatoning är en metod för att färga svartvita fotografier. På svartvita fotografier kan färgerna upplevas som kalla och tråkiga. Därför var det förr vanligt att man, särskilt på porträtt, tonade bilderna med sepia. På så sätt fick man fram en gulbrun, nästan hudliknande färgton i de ljusa partierna, vilken de flesta upplever som mer levande och harmonisk.
Den vanligaste typen av sepiatoning är svaveltoning. I kemiska bad förenas bildsilvret med svavel, vilket inte bara ändrar bildens färgton utan även markant ökar fotografiets motståndskraft mot nedbrytande gaser och ämnen i omgivningen, något man kände till redan i slutet av 1800-talet.
Många gamla fotografier är alltså inte gulnade enbart av ålder, utan redan från början sepiatonade.
Vill man experimentera med sepiatoning på datorn har de flesta moderna bildbehandlingsprogram effektfilter för sepiatoning av gråskalebilder.